# Sumik karłowaty
Sumik karłowaty, sumik amerykański, amerykański sumik karłowaty (Ameiurus nebulosus) – gatunek słodkowodnej, drapieżnej ryby sumikowatej, w Polsce bardziej znany pod nazwą synonimiczną Ictalurus nebulosus. Poławiany przez wędkarzy, prezentowany w akwariach publicznych.

## Występowanie
Pierwotnym terenem występowania sumika karłowatego jest Ameryka Północna. W wielu krajach został introdukowany i był hodowany w akwariach i sadzawkach, skąd wydostał się na swobodę. Jego zasięg występowania w wodach europejskich nie jest dokładnie znany, pomimo dużego zasięgu i licznego, czasami masowego występowania. Jego rozmieszczenie jest nierównomierne.
Za sprowadzenie ryby do naszej części Europy odpowiada pruski właściciel ziemski i zapalony wędkarz Max von dem Borne, który w 1885 r. wypuścił pierwsze okazy w stawach rybnych w swym majątku Barnówko w dzisiejszym województwie zachodniopomorskim. Z Prus został sprowadzony m.in. do Jeziora Orzechowego na Polesiu Brzeskim (dziś w pd.-zach. Białorusi), a w 1937 r. do zespołu Jezior Szackich na Wołyniu. Stamtąd prawdopodobnie przedostał się do dorzecza środkowego Bugu i Wieprza oraz na Pojezierze Łęczyńsko-Włodawskie. Systematycznie opanowuje stąd coraz to nowe zbiorniki wodne, strugi a nawet rowy melioracyjne systemu irygacyjnego Wieprz-Krzna.
Spotykany w wodach wolno płynących i stojących, nad miękkim podłożem, rzadziej w wodach słonawych. Wykazuje dużą odporność na niski poziom tlenu, wysoki poziom dwutlenku węgla oraz zanieczyszczeń, a także na podwyższoną temperaturę wody. W zbiornikach o zaawansowanym stopniu eutrofizacji, w których nie ma warunków do życia dla większości gatunków ryb, obok form głodowych karasi i linów występują często głodowe formy sumika karłowatego.

## Opis
Sumik karłowaty ma ciało bezłuskie, walcowate, z dużą, spłaszczoną głową zakończoną poziomo ustawioną paszczą. Od małego suma europejskiego różni się małą płetwą tłuszczową położoną za płetwą grzbietową, oraz liczbą wąsików. W swej ojczyźnie osiąga ok. 45 cm długości i około 2 kg masy ciała. W Europie rzadko osiąga długość 30 cm i 200 g masy. Wokół otworu gębowego posiada 8 wąsików, po 4 na każdej szczęce, a w płetwach grzbietowej i piersiowych ostre kolce służące do obrony. Grzbiet brązowozielony lub ciemnoszary, boki jaśniejsze ze złotym połyskiem, czasem nakrapiane. Brzuch szarawobiały. Wąsy szare lub czarniawe.

## Gatunki podobne
- sum

## Odżywianie
Żywi się mięczakami, owadami, pijawkami, planktonem, ikrą i małymi rybami.

## Inne nazwy
Potocznie nazywany byczkiem lub koluchem.
- angielska: Brown bullhead
- niemiecka: Katzenwels
- czeska: Sumeček americký
- francuska: Barbotte brune[9]

## Rozród

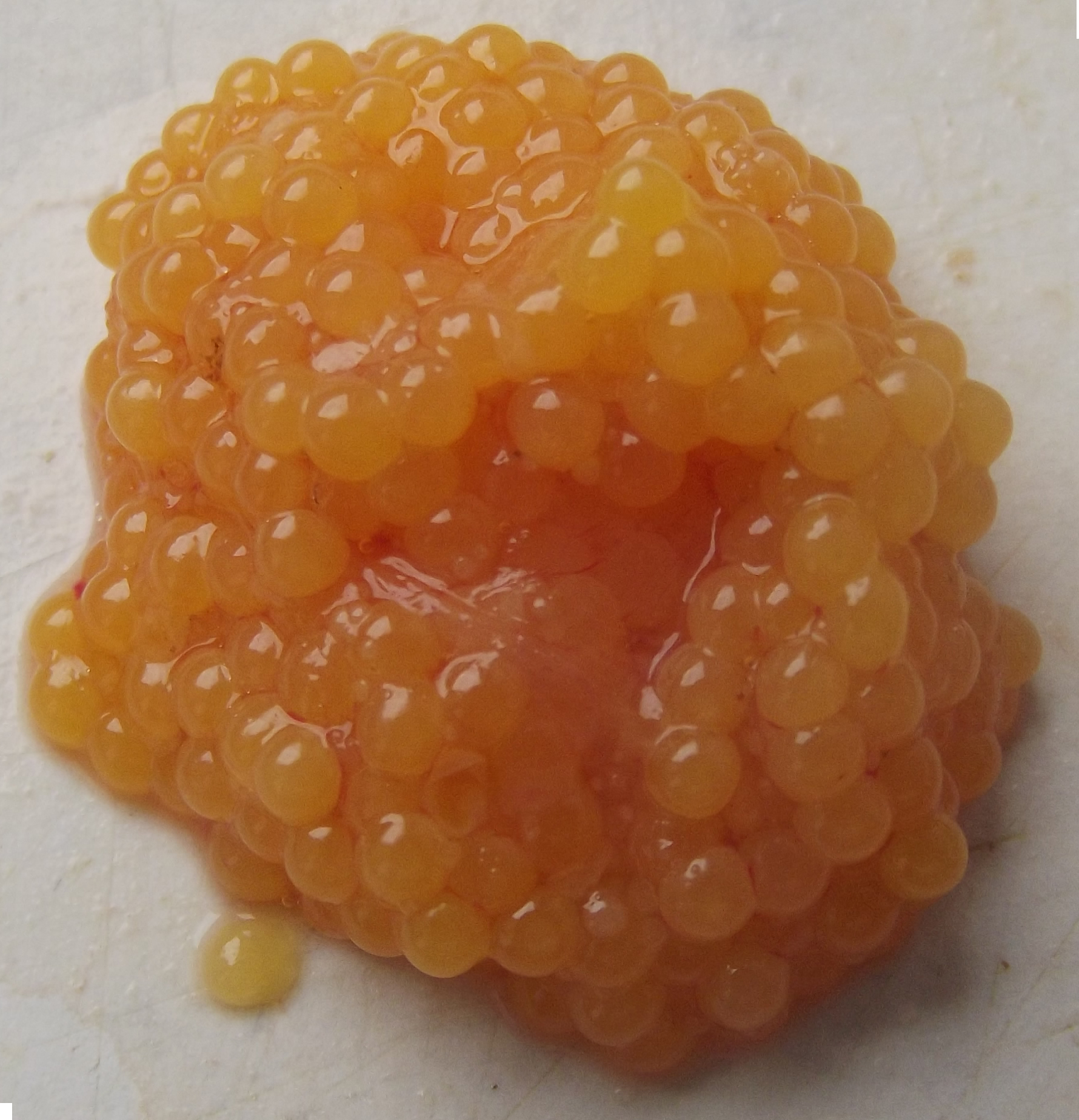
Ikra sumika karłowatego

Dojrzewa płciowo w 2–3 roku życia. Trze się w V i VI. W tym czasie brzuch u tarlaków staje się żółtawy lub bladopomarańczowy. Samica buduje gniazdo w płytkiej, zarośniętej wodzie na piaszczystym dnie. Składa od 2000 do 3000 jaj. Samiec strzeże ikry oraz narybku. W Europie w wieku 4 lat sumik mierzy 18–24 cm.

## Znaczenie gospodarcze
Obecnie nie ma żadnego znaczenia w gospodarce rybackiej, gdyż z racji silnego karłowacenia w warunkach europejskich, jego hodowla na skalę przemysłową (w celu której został sprowadzony), okazała się nieopłacalna. Sumik karłowaty został uznany przez Polski Związek Wędkarski za szkodnika. W wydanym przez PZW  regulaminie amatorskiego połowu ryb figuruje zapis, że "po złowieniu nie należy go wypuszczać do łowiska, w którym je złowiono, ani do innych wód". Bywa czasami łowiony na wędkę – na przynęty naturalne. Jednak pomimo smacznego mięsa, nawet wśród wędkarzy cieszy się umiarkowanym zainteresowaniem. Zjada ikrę i narybek rodzimych polskich ryb. Jest również bardzo odporny na niesprzyjające warunki (zanieczyszczenia, susze) itp. Często po wpuszczeniu tych ryb do akwenu wypierają rodzime ryby i stają się w nim gatunkiem dominującym.